# Balucopsylla similis
Balucopsylla similis är en kräftdjursart. Balucopsylla similis ingår i släktet Balucopsylla och familjen Diosaccidae. Inga underarter finns listade i Catalogue of Life.